# پال داگلاس (هنرپیشه)
پال داگلاس (انگلیسی: Paul Douglas؛ ۱۱ آوریل ۱۹۰۷ – ۱۱ سپتامبر ۱۹۵۹) یک هنرپیشه اهل ایالات متحده آمریکا بود.
از فیلم‌ها یا برنامه‌های تلویزیونی که وی در آن نقش داشته‌است می‌توان به نامه‌ای به سه همسر، ممکن بود آن شب باشد و برخورد در شب اشاره کرد.